# Zoltán Opata
Zoltán Opata (cunoscut și ca Zoltán Patai sau Ormos Patai; 24 septembrie 1900 – 19 mai 1982) a fost un jucător de fotbal și antrenor. Ca jucător, a câștigat șase campionate din liga maghiară cu echipa din Budapesta MTK în anii 1920 și a apărut în mod regulat pentru echipa națională de fotbal a Ungariei. După ce sa retras din joc, a devenit manager și a avut perioade de succes cu cluburi din Iugoslavia, România și Polonia.

## Cariera de Jucător

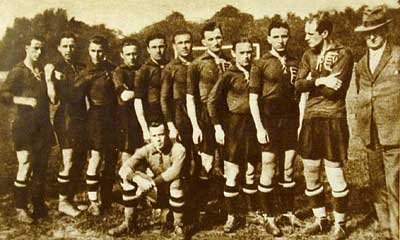
echipa maghiară în 1924 ; Károly Fogl, Zoltán Opata, Ferenc Hirzer, Rudolf Jeny, József Eisenhoffer, Béla Guttmann, Gyula Mándi, Gábor Obitz, József Braun, György Orth, János Biri și Gyula Kiss

Născut la Budapest, Opata a început să joace în adolescență la clubul local MÁVAG în 1917. Trei ani mai târziu, a acceptat oferta de a se alătura clubului maghiar MTK, care pierduse unii dintre atacanții lor. la cluburi străine în ultimii doi ani. Opata s-a impus imediat ca membru obișnuit al unei echipe pline de stele, alături de colegii de echipă György Orth, József Braun și Imre Schlosser. În următorii cinci ani, între 1920 și 1925, MTK a dominat absolut jocul și a câștigat Liga Ungară în fiecare sezon, pe lângă câștigarea a două Cupa Ungariei.
Opata a continuat să petreacă cea mai bună parte a deceniului cu MTK (cu excepția unei scurte perioade cu echipa Slovacă Maccabi Brno în 1924), deși în ultima parte a anilor 1920 averea lor a început să se schimbe – crucea lor. - rivalii orașului Ferencváros TC au câștigat trei titluri consecutive între 1926 și 1928; MTK a câștigat un singur alt titlu de ligă cu Opata în 1929. În acel an, el a părăsit MTK și a avut perioade scurte cu mai multe echipe mai mici maghiare, inclusiv cu Attila FC din Miskolc, Nemzeti SC și Bocskai SC din Debrecen și, potrivit unor surse, chiar și-a petrecut sezonul 1932–33 la OSC Lille în Franța. S-a întors apoi la MTK pentru scurt timp în 1933, apoi a semnat din nou pentru Attila FC ca jucător-manager la începutul anului 1934. Mai târziu în acel an a avut același rol la AC Nitra din Slovacia.
Prima sa apariție la Echipa națională a Ungariei a avut loc în aprilie 1922, când a jucat ca extremă dreaptă într-un amical împotriva Austria, care s-a încheiat la egalitate 1–1. și primul său gol a venit în victoria cu 7-1 împotriva Italia în aprilie 1924. În același an, Opata a fost selectat pentru echipa Ungariei care a concurat la Jocurile Olimpice de vară din 1924 de la Paris , unde au fost considerați unul dintre favoriții turneului de la Jocurile Olimpice de vară din 1924. În primul tur, au învins Polonia cu 5–0, Opata marcând un gol. Cu toate acestea, în meciul din turul al doilea, Ungaria a suferit o înfrângere senzațională cu 0–3 în fața celor din Egipt, ceea ce le-a pus capăt speranțelor de a câștiga medalia olimpic.
Opata a continuat sa fie un membru obișnuit al echipei naționale pană in următorii trei ani și a fost folosit de manageri in toate pozițiile din linia de atac, apărând in total 17 meciuri și marcând 6 goluri intre 1922 și 1927. După acea perioada a fost convocat o singură dată, trei ani mai târziu, în ultimul meci al Cupei Internaționale a Europei Centrale din 1927-1930 împotriva Italiei, la Budapesta, pe care au pierdut-o cu 0-5.

## Cariera de antrenor
Întrucât Opata începuse deja să lucreze ca jucător-manager la mijlocul anilor 1930, el a început imediat antrenorul după ce cariera sa de jucător sa încheiat în jurul anului 1935. A condus pentru prima dată Ungaria la Jocurile Olimpice de vară din 1936 de la Berlin, unde au fost eliminate în primul tur de Polonia.
Opata va pleca în străinătate și va antrena echipa Croațiein HAŠK, din 1937 până în 1938, la primul și singurul lor titlu național, Prima Ligă Iugoslavă în 1938. Între 1941 și 1945 a antrenat CFR Cluj în România și în 1947 a semnat pentru ITA Arad și au câștigat campionatul României din 1946–47. Apoi sa întors pentru scurt timp în Ungaria și a avut vrăji cu Ferencváros TC, Újpest FC și Csepel SC. În așa-numita epocă „Maghiari puternici” de la începutul anilor 1950, Opata a fost membru al echipei de antrenori al echipei naționale și, în această calitate, ia ajutat să câștige aurul la Jocurile Olimpice de vară din 1952. Apoi a antrenat clubul polonez Górnik Zabrze și ei au câștigat liga poloneză 1957  înainte de a se retrage în 1958.

## Palmares
Ca jucător
- Liga Maghiară (6): 1920–21, 1921–22, 1922–23, 1923–24, 1924–25, 1928–29
- Cupa Ungariei (2): 1922–23, 1924–25

Ca manager
- Prima Ligă Iugoslavă (1): 1937–38
- Liga Română (1): 1946–47
- Liga poloneză (1): 1957